# 제리 레빈
제리 러빈(Jerry Levine, 1957년 3월 12일 ~ )은 미국의 배우, 무대 연출가, 텔레비전 감독이다. 뉴브런즈윅에서 태어났다.

## 출연 작품
- 링거 (2011년)
- 클럽하우스 (2004년)
- 프랭키와 자니 결혼하다 (2003년)
- 더 디스트릭트 (2000년)
- 왝 더 독 (1997년)
- 미시시피의 유령 (1996년)
- 벼랑 끝에 걸린 사나이 (1994년)
- 보이 미츠 월드 (1993년)
- 7월 4일생 (1989년) - 스티브 보이어 역
- 첫경험 (1988년) - 제이미 역
- 아이언 이글 (1986년)
- 런어웨이 (1986년)
- 틴 울프 (1985년)

### 텔레비전
- 라이프 언익스펙티드 (2010년)
- 에브리바디 헤이츠 크리스 (2005년)
- 필라델피아는 언제나 맑음 시즌1 (2005년)
- 환상 특급 - 2002년 TV 시리즈 (2002년)
- 명탐정 몽크 시즌1 (2002년)